# 원통 인장

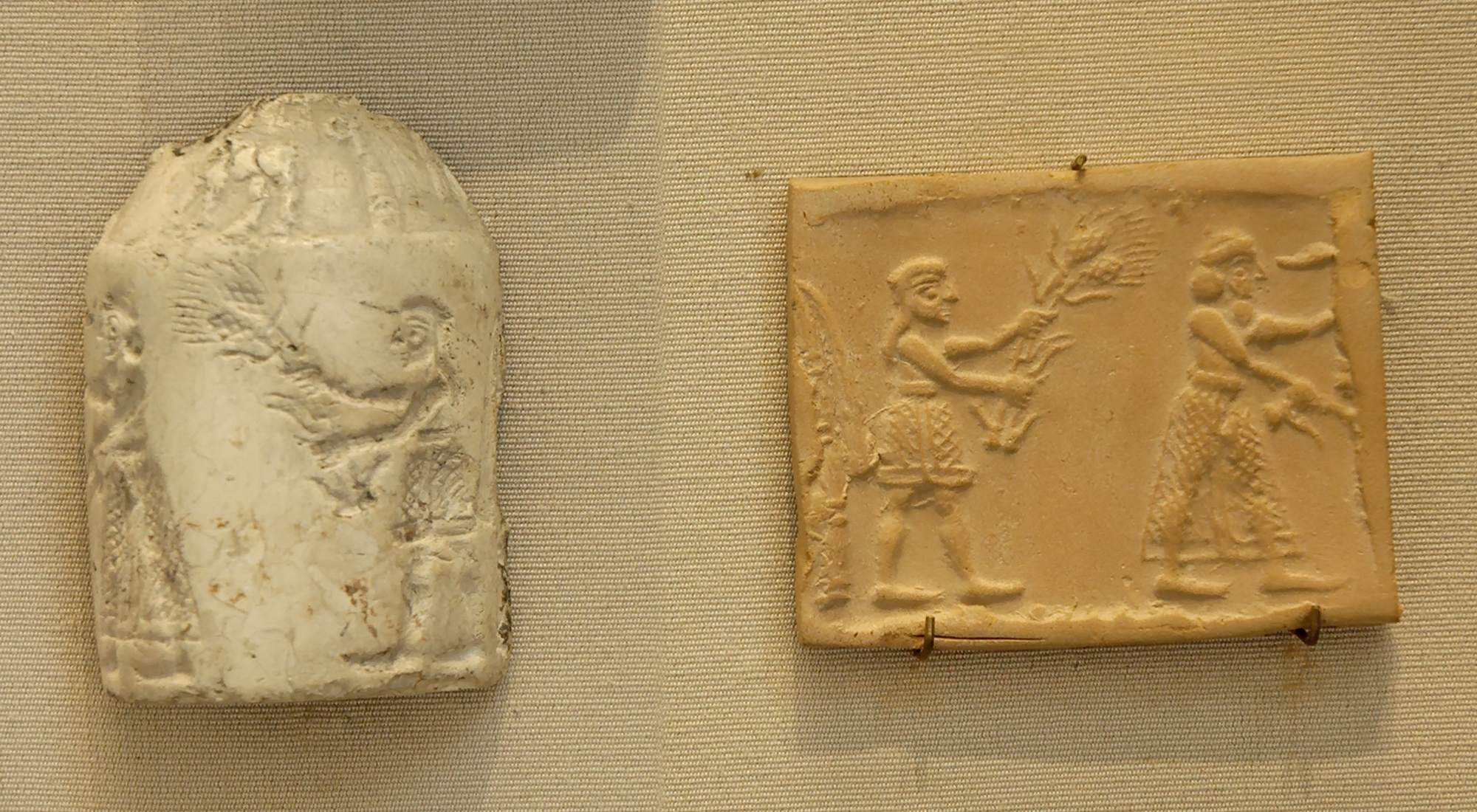
기원전 3100년 경 우루크 기의 원통 인장과 실. 루브르 박물관 소재.

원통 인장(Cylinder seal)은 고대 메소포타미아 등의 서아시아 도시 국가에서 사용하던 원통형의 돌로 만든 인장이다. 원통에 그림이 음각되어있으며, 문서를 작성하던 점토판 위에 굴려 부조와 같은 문자나 그림으로 된 형상을 얻었다.

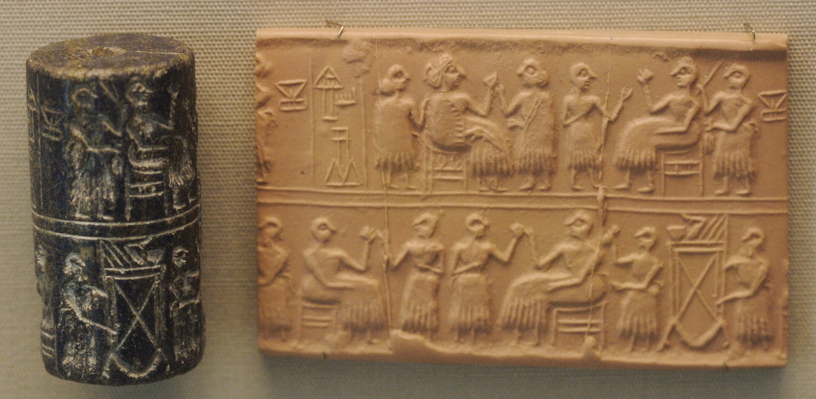
기원전 2600년 경 우르 제1왕조 푸아비 여왕의 무덤에서 발견된 원통 인장. 음각된 글씨는 '푸아비 여왕(𒅤𒀀𒉿, puPu-A-Bi-Nin)'이다.

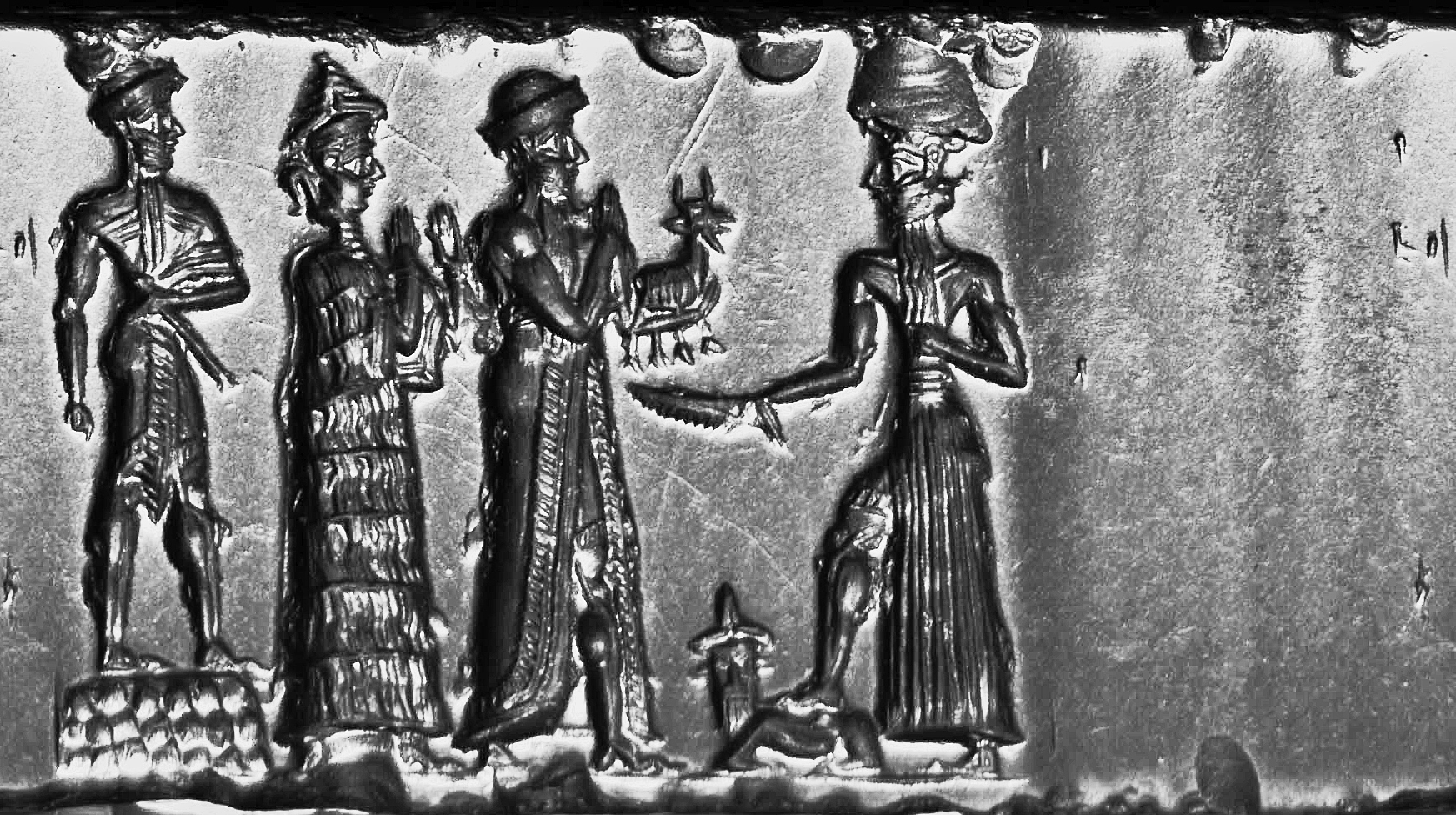
기원전 1800년경, 바빌로니아의 적철석 원통 인장.

## 참고 문헌
1. ↑  British Museum notice WA 121544
2. ↑  Crawford, Harriet (2013). 《The Sumerian World》 (영어). Routledge. 622쪽. ISBN 9781136219115.
3. ↑  Anthropology, University of Pennsylvania Museum of Archaeology and; Hansen, Donald P.; Pittman, Holly (1998). 《Treasures from the Royal Tombs of Ur》 (영어). UPenn Museum of Archaeology. 78쪽. ISBN 9780924171550.